# André-Ernest-Modeste Grétry
André Ernest Modeste Grétry (Liège, 8 de fevereiro de 1741 — Montmorency, 24 de setembro de 1813) foi um compositor nascido na Bélgica, que trabalhou em 1767 na França e, com isso, adquiriu a nacionalidade francesa. Ele é mais conhecido por suas opéras-comiques. 